# 카타지나 지엘린스카
카타지나 지엘린스카(Katarzyna Zielińska, 1979년 8월 29일 ~ )는 폴란드의 배우이다.